# Banda de bronces
Banda de bronces es la denominación que se le da a agrupaciones de música compuestas por intérpretes de instrumentos de viento y percusión que incluyen instrumentos de bronce en la región de los Andes de Bolivia.

## Historia

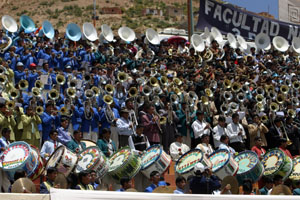
Festival de Bandas en 2006

Los eventos rituales, sociales y recreativos que incluían bailes originarios de Bolivia utilizaban música que era ejecutada por grupos de intérpretes de instrumentos nativos característicos de cada danza. Sin embargo, a partir de la Guerra del Chaco, y de manera empírica, inspirados en las bandas de guerra, surgieron en Oruro las primeras bandas de bronces, las cuales interpretaban danzas folclóricas con instrumentos de viento, sobre todo de la familia de los bronces, e instrumentos de percusión.

### Bandas pioneras

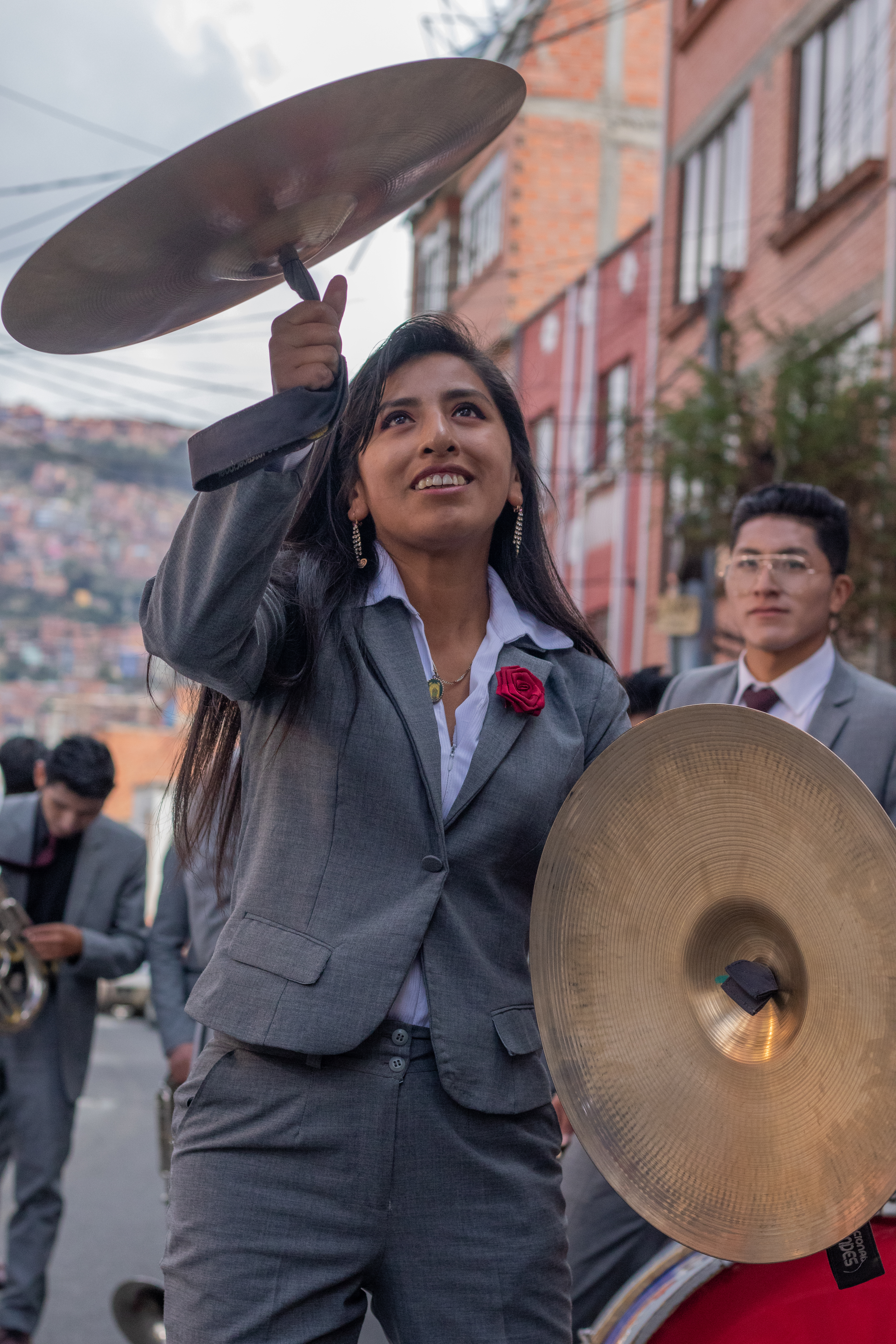

- Banda Oruro, creada en la localidad de Challacollo en los años 50
- Banda Ferroviaria creada en 1956
- Banda Intercontinental Poopó, fundada el 4 de enero de 1965
- Banda Espectacular Pagador fundada el 9 de junio de 1964
- Banda 3 de Mayo fundada el 3 de mayo de 1965
- Banda 10 de Febrero Mundial fundada el 18 de enero de 1966
- Banda 25 de Julio fundada el 25 de julio de 1966
- Banda Alianza de Oruro fundada el 24 de julio de 1967
- La Banda Imperial, creada el 21 de septiembre de 1969

### Incursión femenina
Las bandas de bronce habían estado formadas tradicionalmente por hombres, entre las mujeres que fueron pioneras con su participación en bandas se destaca Basilia Gerónimo, platillera de la Banda Real Poopó, durante muchos años existieron interpretando diferentes instrumentos en las bandas, en 2017 se formó la primera banda exclusivamente femenina en el carnaval de Oruro, la banda Candelaria.

## Características

### Instrumentos
Los Instrumentos incluyen Trompetas, trombones, Barítono, Tambor ,bombos, y platillos.

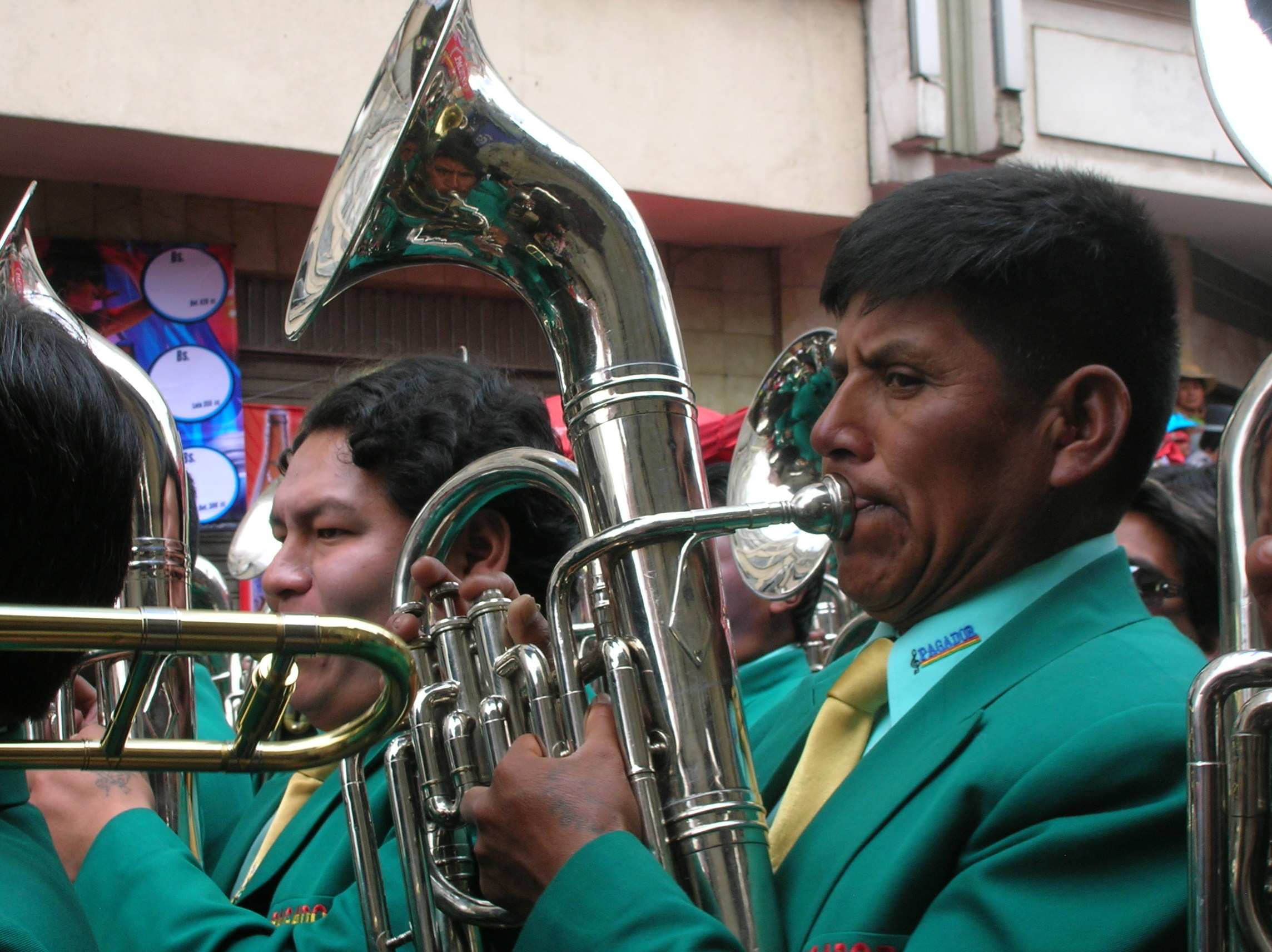
Músico de una banda de bronces durante una entrada folclórica.

### Uniformes
Las bandas suelen uniformarse con trajes de dos piezas que pueden incluir sombreros o cascos de minero.

### Coreografía
Las bandas coordinan coreografías con diferentes niveles de complejidad y por bloques, siendo los platilleros los que usualmente realizan pasos de baile y acrobacias más llamativas.
Además de la música tradicional de cada danza las bandas de bronces realizan adaptaciones de música popular del momento, nacional o internacional, para convertirlas en kullawadas, morenadas, u otros ritmos tradicionales, es así que pueden encontrarse versiones folclóricas de música pop como la de Michael Jackson en ritmos locales bailables.

### Clasificaciones
Las bandas suelen clasificarse en las que interpretan ritmos de bailes livianos o pesados, siendo la clasificación la siguiente:

#### Pesadas
Morenadas y diabladas

#### Livianas
kullaguada, llamerada,  caporales, tinku, pujllay, huayño, tobas, cueca y otros.

## Espacios
Los espacios de trabajo y participación de las bandas de bronces lo constituyen grandes festividades que incluyen entradas folclóricas como el Carnaval de Oruro, la Fiesta de Gran Poder en La Paz, el Corso de Corsos en Cochabamba o las entradas Universitarias.
Las entradas folclóricas patronales barriales, y otras festividades que incluyen ejecución de danzas también requieren los servicios de estos músicos. Las bandas más renombradas suelen acompañar a las Fraternidades que participan de eventos alrededor del país y el mundo, principalmente en los países vecinos de Perú y Chile, y en eventos de residentes bolivianos en el exterior, las bandas también suelen ser invitadas de manera independiente.

## Festival de Bandas
El Festival de Bandas es un evento folclórico que agrupa a las bandas de bronces en la ciudad de Oruro, se inició en 2001 con 2.000 músicos, la versión XIV contó con la participación de 7000 músicos de 80 bandas y en su versión XVII reunió a 6.000 músicos de 84 bandas. En 2017 se incorporó la ejecución de solistas ejecutantes de bronces.

## Concurso Municipal de Bandas Folklóricas “Bronces de Los Andes”
En premio Bronce de Los Andes es una distinción otorgada por el Gobierno Autónomo Municipal de La Paz, a las mejores entre las bandas que se inscriban al evento, el evento cuenta con la participación de jurados del Conservatorio Plurinacional de Música.

## Declaratoria de patrimonio
En 2017 se presentó un proyecto de ley de declaratoria de patrimonio nacional, cultural, artístico y cuna de las bandas de música en instrumento de Bronce de Bolivia al Municipio de Poopó.